# Majšperk (gemeente)
Majšperk (Duits: Monsberg) is sinds 1995 een zelfstandige gemeente in de Sloveense regio Podravska en telt 4005 inwoners (2002).

## Woonkernen
Bolečka vas, Breg, Doklece, Dol pri Stopercah, Grdina, Janški Vrh, Jelovice, Koritno, Kupčinji Vrh, Lešje, Majšperk, Medvedce, Naraplje, Planjsko, Podlože, Preša, Ptujska Gora, Sestrže, Sitež, Skrblje, Slape, Spodnja Sveča, Stanečka vas, Stogovci, Stoperce, Zgornja Sveča
Benedikt · Cerkvenjak · Cirkulane · Destrnik · Dornava · Duplek · Gorišnica · Hajdina · Hoče-Slivnica · Juršinci · Kidričevo · Kungota · Lenart · Lovrenc na Pohorju · Majšperk · Makole · Maribor · Markovci · Miklavž na Dravskem polju · Oplotnica · Ormož · Pesnica · Podlehnik · Poljčane · Ptuj · Rače-Fram · Ruše · Selnica ob Dravi · Slovenska Bistrica · Središče ob Dravi · Starše · Sveta Ana · Sveta Trojica v Slovenskih goricah · Sveti Andraž v Slovenskih goricah · Sveti Jurij · Sveti Tomaž · Šentilj · Trnovska vas · Videm · Zavrč · Žetale
1. ↑  "Prebivalstvo po starosti in spolu, občine, Slovenija, polletno". Statistični urad Republike Slovenije. Geraadpleegd op 18 april 2021.